# Parafia Narodzenia Najświętszej Maryi Panny w Sędziszowie Małopolskim
Parafia Narodzenia Najświętszej Maryi Panny w Sędziszowie Małopolskim – parafia rzymskokatolicka znajdująca się w diecezji rzeszowskiej w dekanacie Sędziszów Małopolski.